# ルヴァレ語
ルヴァレ語（ルヴァレご、英: Luvale language、Chiluvale、Lovale、Lubale、Luena（ルエナ語）、Lwena（ルウェナ語））は、バントゥー語群に属する言語である。話者はアンゴラおよびザンビアに居住するルヴァレ族の人々である。ザンビアでは地域での教育および行政上の言語として認められている。